# 梅フォント
梅フォント（うめフォント）とは、日本語用フリーフォントの一つである。
明朝体の漢字グリフに花園明朝のものを使用している。ゴシック体の可変幅フォント・固定幅フォント・UI フォント、そして明朝体の可変幅フォント・固定幅フォントがある。また、教科書体に近い「梅明朝S」・「梅ゴシックS」もある。
字間はそれぞれMS ゴシック、MS Pゴシック、MS 明朝、MS P明朝と同じに設定されているため、これらのフォントで構成されている文書を崩すこと無く表示できる。
0.402 以前はさざなみゴシック及びさざなみ明朝のグリフも使用しており、修正 BSD ライセンスであった。